# ميخائيل لاسكار
ميخائيل لاسكار (بالرومانية:Mihail Lascăr) جنرال روماني ولد في 8 نوفمبر 1889 24 يوليو 1959) خلال الحرب العالمية الثانية ووزير للدفاع في 1946-1947.
تخرج من مدرسة المشاة 1910 ليعمل ضابطا في الجيش الروماني ، حارب في حرب البلقان الثانية والحرب العالمية الأولى أصبح عقيداً في سنة 1934 وعميداً في 1939، في 10 يناير 1941 كلف بقيادة اللواء الجبلي الأول من الجيش الروماني الثالث خلال عملية بارباروسا ثم أنيط به مهمام قيادة اللواء السادس المدرع من الجيش الثالث الروماني في 11 مارس 1942 وشارك في معركة ستالينغراد ، 22 نوفمبر 1942 أسر ليقضي سنوات 1943-1945 سجيناً في الأتحاد السوفيتي، فيما بعد أصبح سياسياً وتولى منصب وزارة الدفاع في رومانيا.، توفي في 24 يوليو 1959